# 施召徵
施召徵（1622年—1651年），號石璜，南直隸常州府無錫縣人，醫籍，明朝、南明政治人物。

## 生平
崇禎十五年（1642年）壬午科應天鄉試第二十三名舉人，十六年（1643年）中式癸未科會試第三百八十九名，三甲第六十五名進士。工部觀政，授陸川縣知縣。南明永曆初年起為吏部文選司主事，升太常寺少卿，五年（1651年）正月被亂兵所殺。

## 家族
曾祖施教，贈禮部郎中；祖父施策，太僕寺卿；父施夢淵。